# Вильнёв (Италия)
Вильнёв (фр. Villeneuve) — коммуна в Италии, располагается в автономном регионе Валле-д’Аоста.
Население составляет 1211 человек (2008 г.), плотность населения составляет 156 чел./км². Занимает площадь 8 км². Почтовый индекс — 11018. Телефонный код — 0165.
Покровителем коммуны почитается  священномученик Власий Севастийский, празднование 3 февраля.

## Демография
Динамика населения:

## Города-побратимы
- Эгюбланш[англ.], Франция

## Галерея

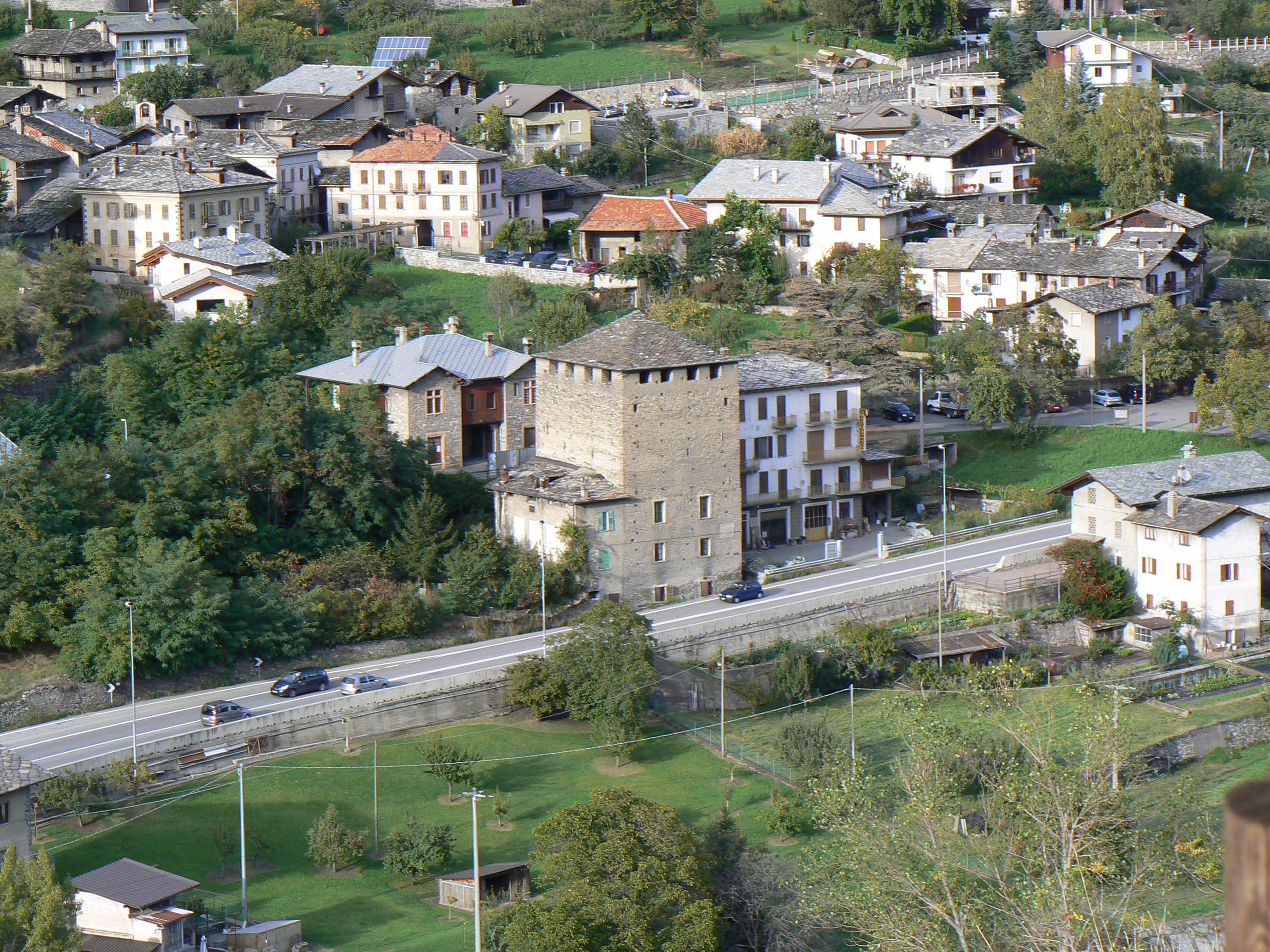
Башня Колэн (фр. Tour Colin), вид из замка Шатель-Аржан (фр. Châtel-Argent)
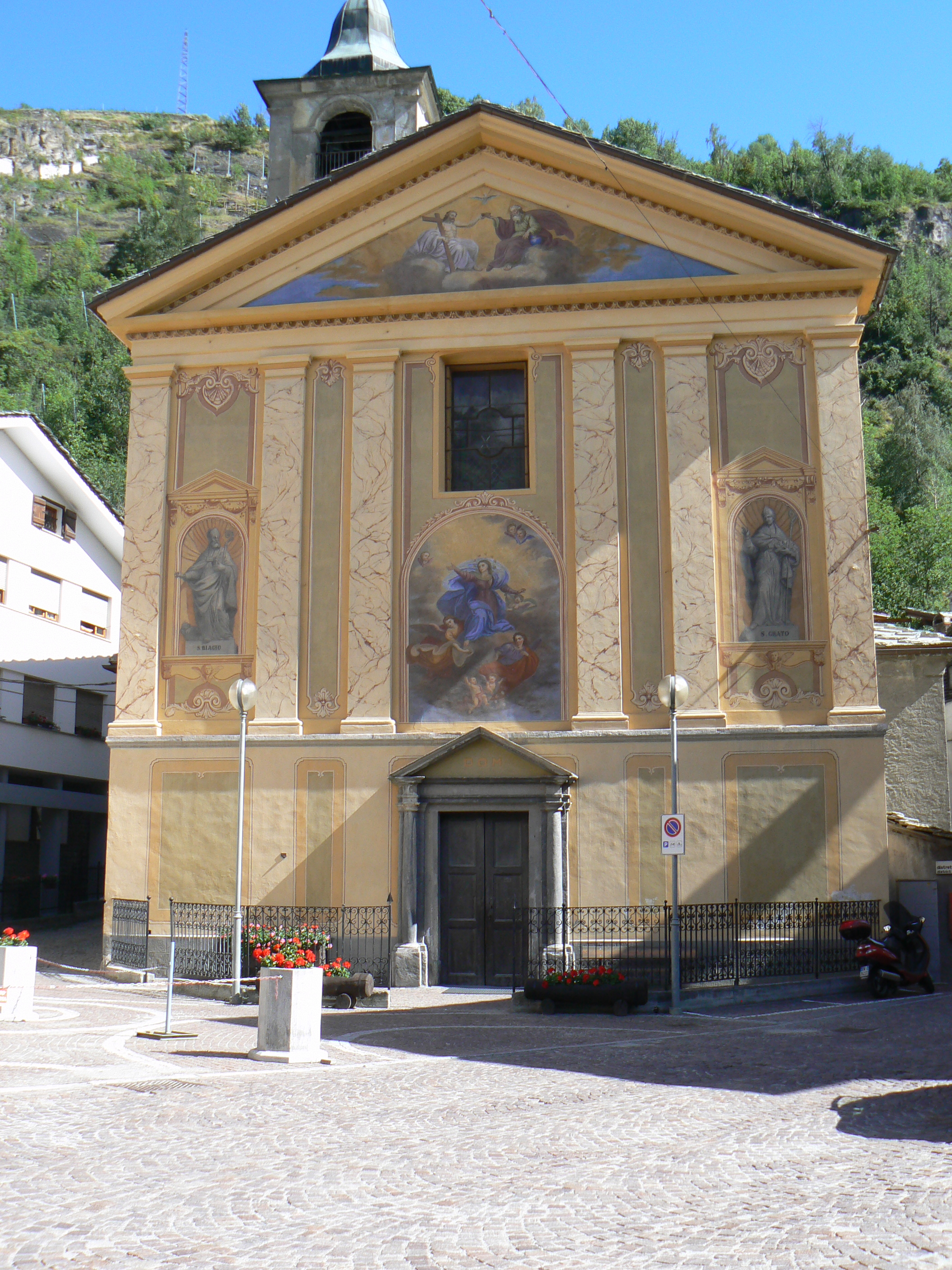
Городской храм
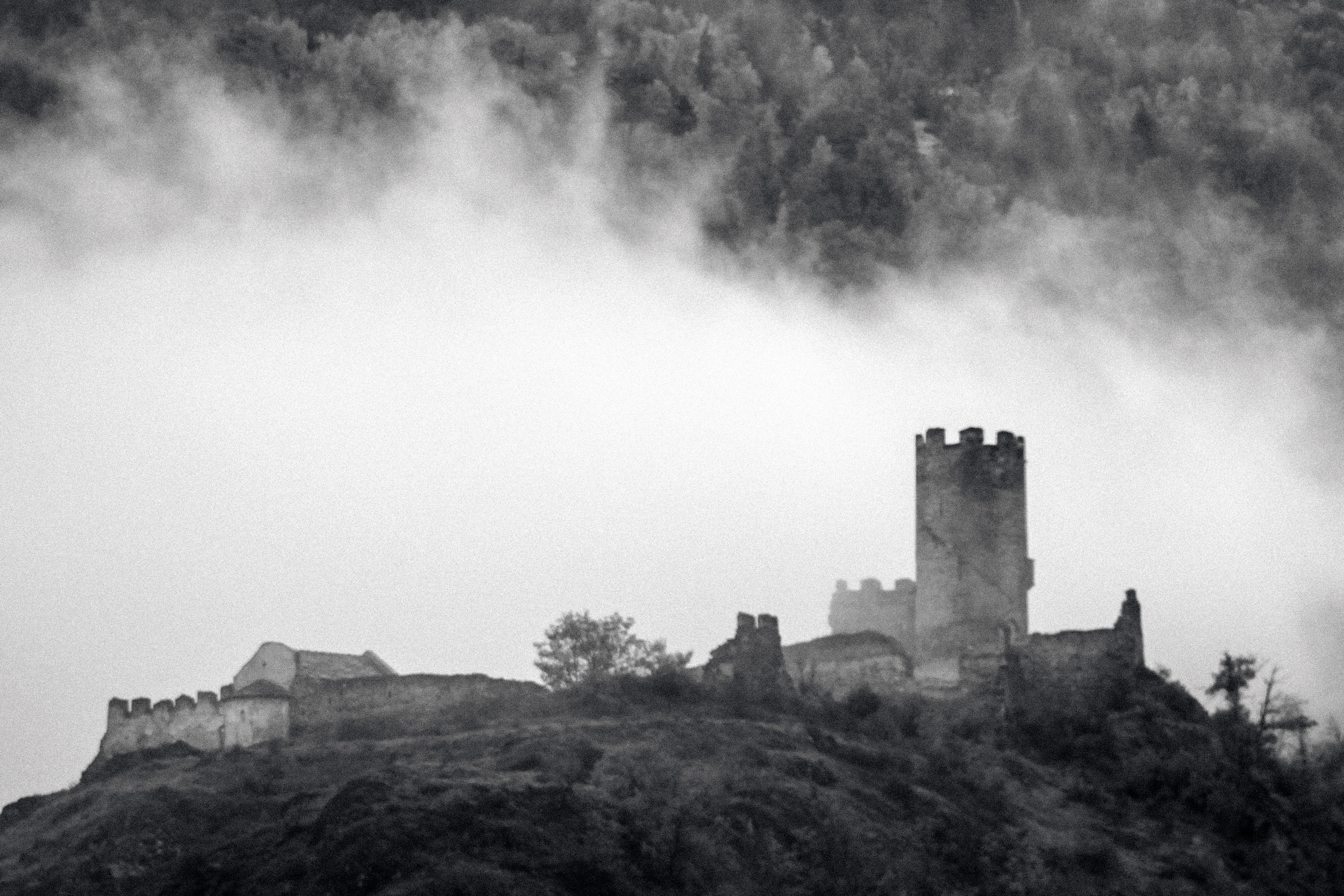
Замок Шатель-Аржан (фр. Châtel-Argent) в тумане
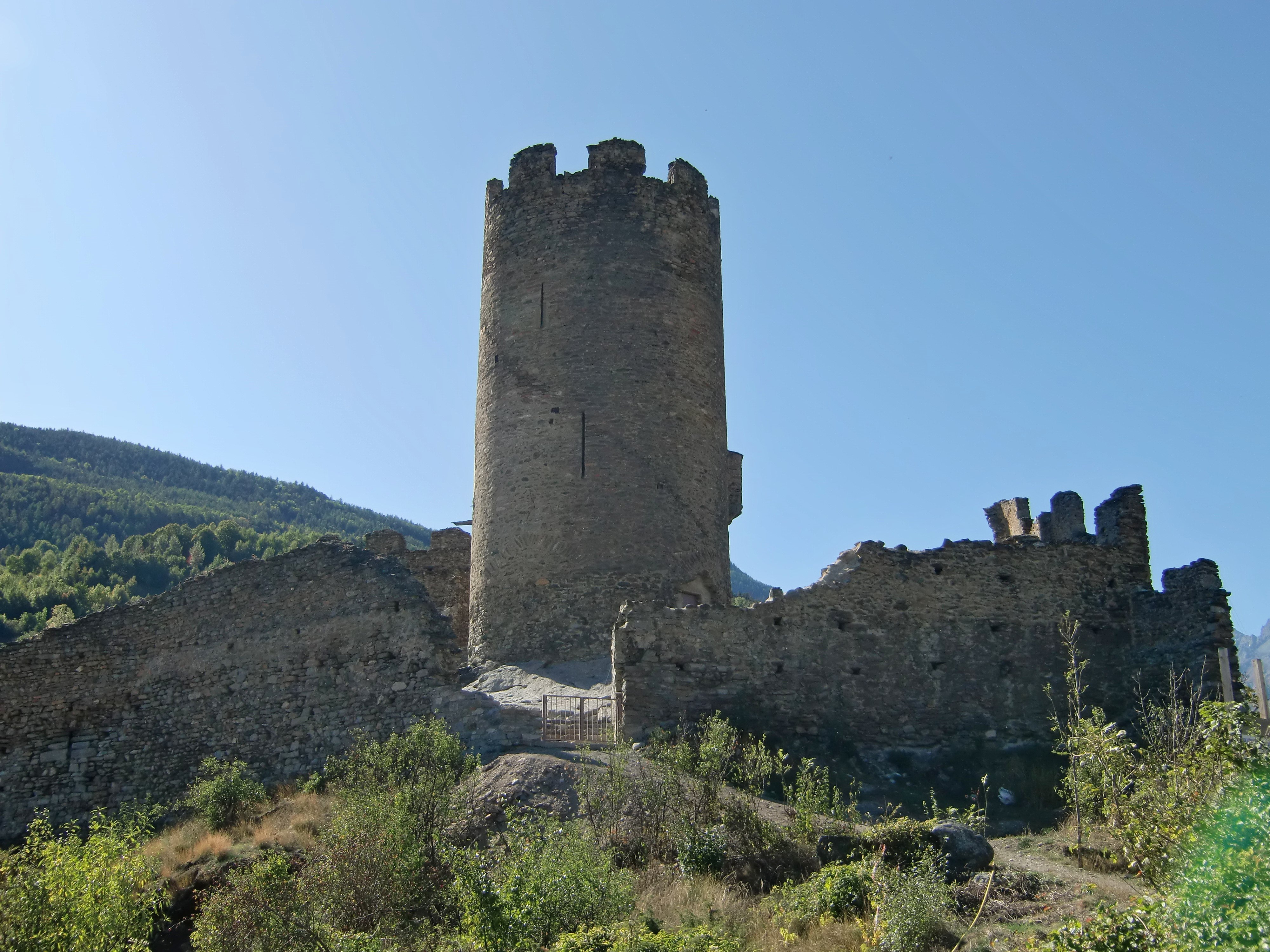
Замок Шатель-Аржан (фр. Châtel-Argent)
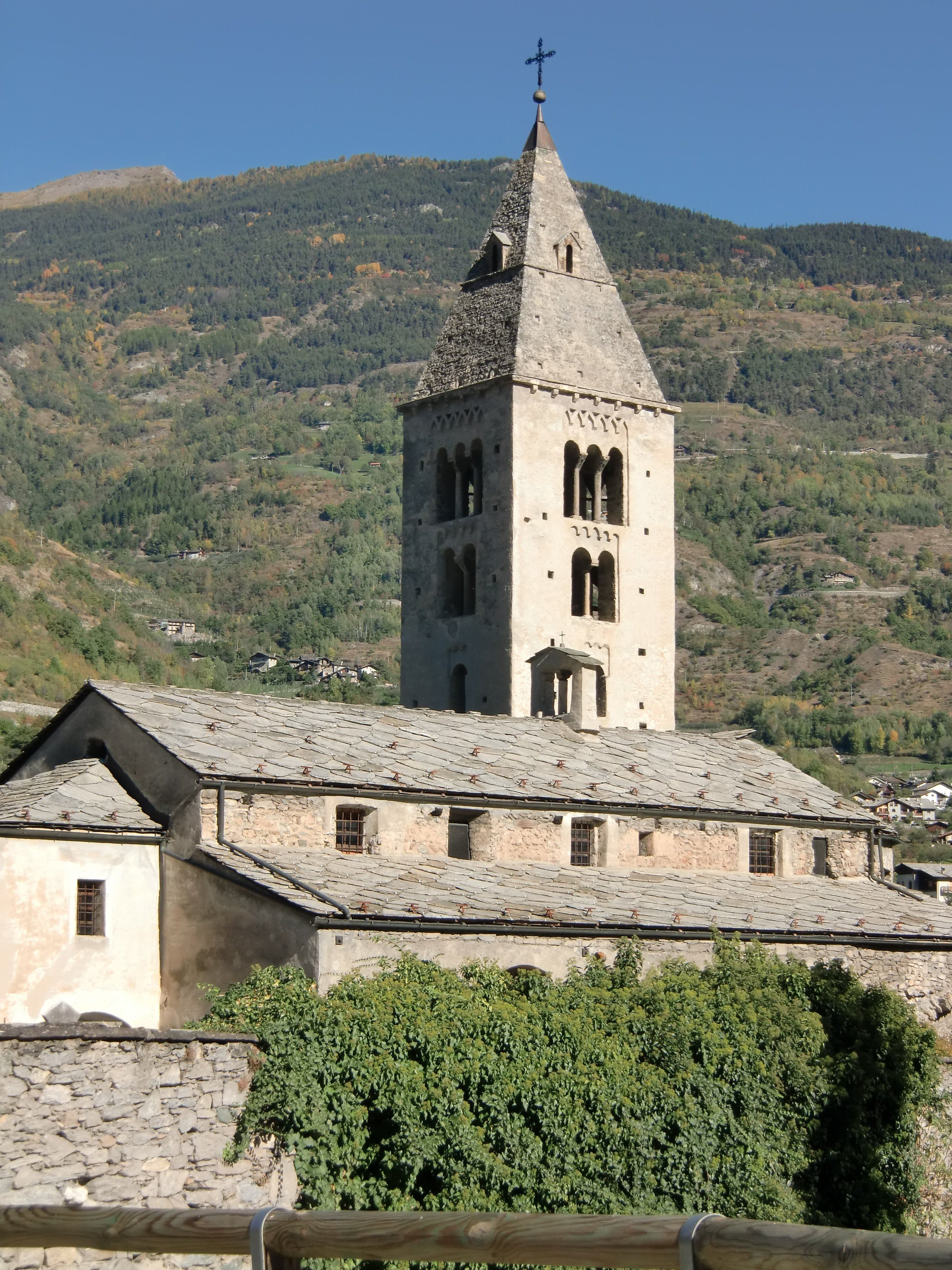
Кладбищенский храм Пресвятой Богордицы